# José Manuel Moneta
José Manuel Moneta fue un diplomático y técnico del Servicio Meteorológico Nacional de Argentina que nació el 9 de julio de 1900 y falleció el 31 de marzo de 1972, intervino en las expediciones a las islas Orcadas del Sur de los años 1923, 1925, 1927 y 1929, dejando testimonio de ello en el libro Cuatro años en las Orcadas del Sur y, como diplomático, desempeñó en nombre del gobierno argentino varias funciones vinculadas a la Antártida.

## Sus viajes a las Orcadas del Sur
Por decreto del 2 de enero de 1904 el presidente Julio A. Roca creó un observatorio meteorológico en las islas Orcadas del Sur en las instalaciones que había cedido el explorador escocés William Speirs Bruce. La primera expedición argentina a tal base partió en enero de 1904 y estaba compuesta por cinco personas, de los cuales solo uno era argentino, que pasarían un año íntegro en la casa habitación de 9,50 × 5,50 metros. Moneta había leído en su niñez libros acerca de las expediciones polares e incluso durante un tiempo vivió en Tierra del Fuego, lo que incentivó su interés por las todavía casi totalmente ignotas o desconocidas  tierras antárticas. Teniendo en mira su propósito de viajar a la Antártida ingresó muy joven a la Oficina Meteorológica donde al cabo de casi cuatro años de trabajo y sobre la base de la experiencia adquirida se postuló, y fue aceptado, para integrar la expedición de 1923.
Desde 1904 el observatorio había estado ocupado permanentemente con equipos que se renovaban anualmente y que permanecían aislados todo el año hasta su relevo dado que en aquel entonces no podían contar con transmisores de radio  ni otro medio de comunicación inalámbrico -todavía no inventados-; por otra parte también carecían de asistencia médica porque no había personal sanitario entre sus integrantes por lo que en caso de cualquier contingencia quedaban librados a ellos mismos. Así, por ejemplo, en una de las expediciones en que un integrante sufrió un accidente y se le congelaron los dedos de la mano, el jefe de la expedición debió hacer –sin anestesia y con instrumentos rudimentarios- la amputación de ocho dedos para salvarle la vida pues había aparecido una gangrena que no pudieron detener.
Moneta y sus compañeros fueron llevados en un transporte de la Armada argentina hasta las islas Georgias del Sur y allí embarcaron en un buque ballenero que después de algunos días de navegación los dejó en el observatorio junto con las provisiones y combustible con los que deberían subsistir hasta que se produjera su relevo un año después. Moneta volvió a integrar los equipos que permanecieron en el observatorio durante los años 1925, 1927 -la primera que estuvo integrada totalmente por argentinos- y 1929, desempeñándose como jefe en las dos últimas ocasiones.
El observatorio argentino de esos primeros años del siglo XX tenía como misión recoger en forma permanente y volcar en numerosas planillas los datos científicos que incluían la altura de la nieve, presión atmosférica, temperatura del aire, humedad relativa, tensión del vapor, nubosidad y forma de las nubes, fuerza y dirección de los vientos, visibilidad -con lo que se determina el grado de transparencia de la atmósfera-, cantidad de horas en que el sol ha brillado, etc. además de observaciones directas de magnetismo terrestre, esto es la declinación e intensidad horizontal y la inclinación magnética, todo ello con los instrumentos correspondientes, para lo cual debían turnarse en guardias porque algunas observaciones se realizaban cada cuatro horas.

Además de las tareas de observación meteorológica y de mantenimiento de las instalaciones los cinco integrantes también debían obtener parte de sus alimentos; entonces obtenían carne cazando cormoranes con escopeta y pingüinos y focas, con palos y también recolectaban huevos de pingüino. En esa época las aves citadas no parecían correr riesgo de extinción y, tal como lo explica Moneta en sus libros, las alas de pingüino hechas "milanesas" en grasa animal o los huevos fritos de pingüino, fritos también en grasa animal, eran prácticamente para esa época los únicos alimentos posibles para los seres humanos durante el prolongado (medio año) invierno antártico. También observa Moneta que, aparte de los pingüinos emperadores las únicas aves que pervivían durante el oscuro y heladísimo invierno antártico eran, precisamente, las palomas antárticas.

## Primer enlace radiotelegráfico
La expedición de 1927 fue de seis hombres pues incorporó al radiotelegrafista suboficial de la Armada Argentina Emilio Baldoni ya que llevó un equipo de transmisión que fue instalado en la Base. A mediados del mes de marzo comenzaron los reiterados intentos de comunicación pero los días fueron pasando sin escuchar una respuesta. Hasta el momento no se sabía si eso era factible, ya que la distancia y las inclemencias del tiempo eran factores desfavorables para la radiotelegrafía, teniendo en cuenta los equipos de aquella época. Cuando ya llevaban 11 días en tal situación y comenzaban a desmoralizarse, narra Moneta: 

el 30 de marzo de 1927 … el manipulador impulsado por el firme puño de Baldoni decía: CQ... CQ...CQ... de LRT... LRT... LRT... Orcadas, Orcadas, Orcadas llamada general de las islas Orcadas del sur... de las islas Orcadas....contesten llamadas muy largas para poder sintonizar... llamada de Orcadas del sur..." de pronto cuando estaban por abandonar escuchan, siempre en lenguaje Morse: “LRT … LRT,,,” con el que les respondían desde la Estación LIK de Ushuaia, la ciudad más austral del mundo.”

Al día siguiente en la Base se recibieron cinco despachos, uno era el saludo y felicitación del presidente Marcelo Torcuato de Alvear, otros tres las contestaciones oficiales de otras autoridades y el quinto –y más importante- decía: "Moneta, Jefe Expedición. Islas Orcadas" - "Familias de todos bien” - "PLATE. Director Meteorología". En esa forma quedaba roto el aislamiento de la Base y sus datos se empezaron a transmitir de inmediato a Buenos Aires para ser utilizados en los pronósticos, junto con la información proveniente del resto del país. 
Las nuevas instalaciones permitían que en la Base se pudieran escuchar, aunque con mucha dificultad, algunas transmisiones radiofónicas del continente. Ello permitió que en la noche del 24 de mayo de ese año el diario La República y la emisora L.O.T. Olivos (que había sido seleccionada por ser la que mejor escuchaban en las islas) organizaran una audición especial durante la cual los orcadenses pudieron escuchar hablar a sus familiares. 
Sus experiencias de esos años fueron vertidas por Moneta en su libro Cuatro años en las Orcadas del Sur que recibió el premio de la Comisión Nacional de Cultura y fue objeto de sucesivas reediciones. También escribió el libro Nos devolverán las Malvinas.

## Película en las Orcadas del Sur
En 1924 a raíz de haber visto un filme documental a Moneta se le ocurrió que los paisajes tan bellos que había visto en las Orcadas lucirían muy bien en una película (filme) por lo que le propuso al empresario cinematográfico Federico Valle hacer una filmación allí cuando regresara. Firmó un contrato, recibió entrenamiento como operador, una cámara y película de celuloide fotosensibilizado virgen e hizo la filmación. Con el resultado de la filmación se "montó" una simpática historia sobre una familia de pingüinos. Respecto de lo ocurrido luego hay discrepancias de detalle entre las fuentes. Di Núbila dice que se quemó en el incendio que afectó Cinematografía Valle en 1926 justo cuando fue terminada por lo que no fue exhibida en tanto que Diego A. del Pino afirma que cuando el filme se quemó ya había comenzado a exhibirse Lo cierto es que los dos autores coinciden en que Moneta repitió la filmación en 1927 y con el material se obtuvo una película de unos veinte minutos que fue exhibida con mucho éxito pero que se perdió como parte del lote de filmes que Valle vendió como celuloide en 1930. Moneta en su libro dice que el resultado económico fue insatisfactorio porque había pactado recibir una parte de las ganancias y Valle le pagó una suma mínima aduciendo que si bien había habido muchos espectadores, los gastos eran considerables. Cuando Moneta buscó asesoramiento le informaron que como el contrato no había sido sellado en su momento ahora se requería un importe grande para cubrir las multas, por lo que desistió de hacer pleito y repartió con sus compañeros lo que había cobrado.  Peor aún, en los libros de referencia citados dice que muchos tramos de sus filmaciones fueron ilegalmente usados para películas "documentanles" inglesas y estadounidenses en donde se retrataba a la vida de los "esquimales" (inuit)...con el pequeño detalle: los innuit o "esquimales son habitantes de las antípodas de las zona que Moneta filmó, los innuit son árticos pero los fotogramas con paisajes helados que realizó Moneta y que les fueron robados, sirvieron a esos "documentales" .
Como parte de la serie de documentales "Películas recuperadas" Capítulo 3 se recupera una copia obtenida de manos de los familiares. Unida a relatos del propio Moneta, luego de esto se compaginó una copia que puede verse en parte en dicho documental.

## Otros cargos
El 30 de abril de 1940 por decreto Nº61.852 el presidente Roberto Marcelino Ortiz creó la Comisión Nacional del Antártico bajo la dependencia del Ministerio de Relaciones Exteriores y Culto, para centralizar y tener a su cargo la consideración y asesoramiento de todos los asuntos relativos al amparo y desenvolvimiento de los intereses argentinos en el Antártico. Moneta se desempeñó entre 1946 y 1948 como secretario general de la misma y posteriormente se le encomendaron diversas misiones diplomáticas, una de ellas como delegado plenipotenciario de la República Argentina ante la Conferencia Ballenera Internacional que se celebró en Washington D. C.
José Manuel Moneta falleció el 31 de marzo de 1972. En las islas Orcadas se conserva como una reliquia histórica y con el nombre de “Casa Moneta” la casa-habitación  donde vivió el mismo con sus compañeros en las expediciones que integrara.